# Isla Sempu
La isla Sempu (Pulau Sempu) es una isla de Indonesia que pertenece a la provincia de Java Oriental. Se encuentra a unos 800 [m] al sur de la costa de la isla de Java, en el océano Índico, a unos 80 km al sur de Malang (y pertenece administrativamente al Kabupaten Malang).
Con una superficie de 8,77 km², la isla está deshabitada; alberga una reserva natural.